# Прохоров Дмитро Олексійович
Прохоров Олексійович Дмитро (14 лютого 1998, с. Васильків, Шполянський район, Черкаська область — 24 лютого 2022, ?) — старший солдат Харківського прикордонного загону ДПСУ, учасник відбиття повномасштабного нападу Росії на Україну.

## Життєпис
Народився 14 лютого 1998 року в селі Васильків Шполянського району Черкаської області.
У 2020—2021 рр. проходив строкову військову службу у Кінологічному навчальному центрі ДПСУ та на ділянці Харківського прикордонного загону.
23 лютого 2022 року заступив у прикордонний наряд. Уранці 24 лютого доповів про початок обстрілу з Росії та разом з іншими солдатами — Максимом Незолою та Іваном Якимчуком — вступив у бій з ворогом. У цей же день загинув у результаті ракетно-артилерійського обстрілу по позиціях оборони кордону. Спочатку похований небайдужими місцевими жителями. Перепохований 3 лютого 2023 року.

## Нагороди
Указом Президента України від 17 березня 2023 року за особисту мужність і самовіддані дії, виявлені у захисті державного суверенітету та територіальної цілісності України, вірність Військовій присязі удостоєний ордена «За мужність» ІІІ ступеня, посмертно.